# Idaea shaathensis
Idaea shaathensis là một loài bướm đêm trong họ Geometridae.